# Kopsia deverrei
Kopsia deverrei är en oleanderväxtart som beskrevs av L. Allorge. Kopsia deverrei ingår i släktet Kopsia och familjen oleanderväxter. Inga underarter finns listade i Catalogue of Life.